# Andrew Coltee Ducarel
Andrew Coltee Ducarel (en français : André-Coltée Ducarel) (Caen, 9 juin 1713-Canterbury, 29 mai 1785), est un libraire-antiquaire, archiviste et avocat en droit civil britannique. 

## Biographie
Il étudie au collège d'Eton (1728) et à Oxford. Il devient bibliothécaire du palais de Lambeth en 1757. Membre de la Royal Society (1762), il est surtout connu pour ses ouvrages Antiquités anglo-normandes (1767) et Série de plus de 200 médailles des anciens rois d'Angleterre (1757).

## Œuvres
- A Tour through Normandy, described in a letter to a friend, 1754, réédité en 1767 sous le titre Anglo-Norman Antiquities considered, in a Tour through part of Normandy, illustrated with 27 copperplates
- De Registris Lambethanis Dissertatiuncula, 1766
- A Series of above 200 Anglo-Gallic, or Norman and Aquitain Coins of the antient Kings of England, 1757
- Some Account of Browne Willis, 1760
- A Repertory of the Endowments of Vicarages in the Diocese of Canterbury, 1763
- A Letter to William Watson, M.D., upon the early Cultivation of Botany in England; and some particulars about John Tradescant, gardener to Charles I, 1773
- A List of various Editions of the Bible, and parts thereof, in English; from the year 1526 to 1776, 1776
- History of the Royal Hospital and Collegiate Church of St. Katharine, near the Tower of London, 1782
- Some Account of the Town, Church, and Archiepiscopal Palace of Croydon, 1783 (avec Edward Rowe Mores)
- History and Antiquities of the Archiepiscopal Palace of Lambeth, 1785